# Ma Barker
Kate „Ma“ Barker (* 8. Oktober 1873 als Arizona Donnie Clark in Ash Grove, Missouri; † 16. Januar 1935 in Ocklawaha, Florida) war eine US-amerikanische Kriminelle. Sie war Komplizin und angeblich Matriarchin einer Bande, die in den 1930er Jahren zahlreiche Morde und Banküberfälle verübte.

## Leben

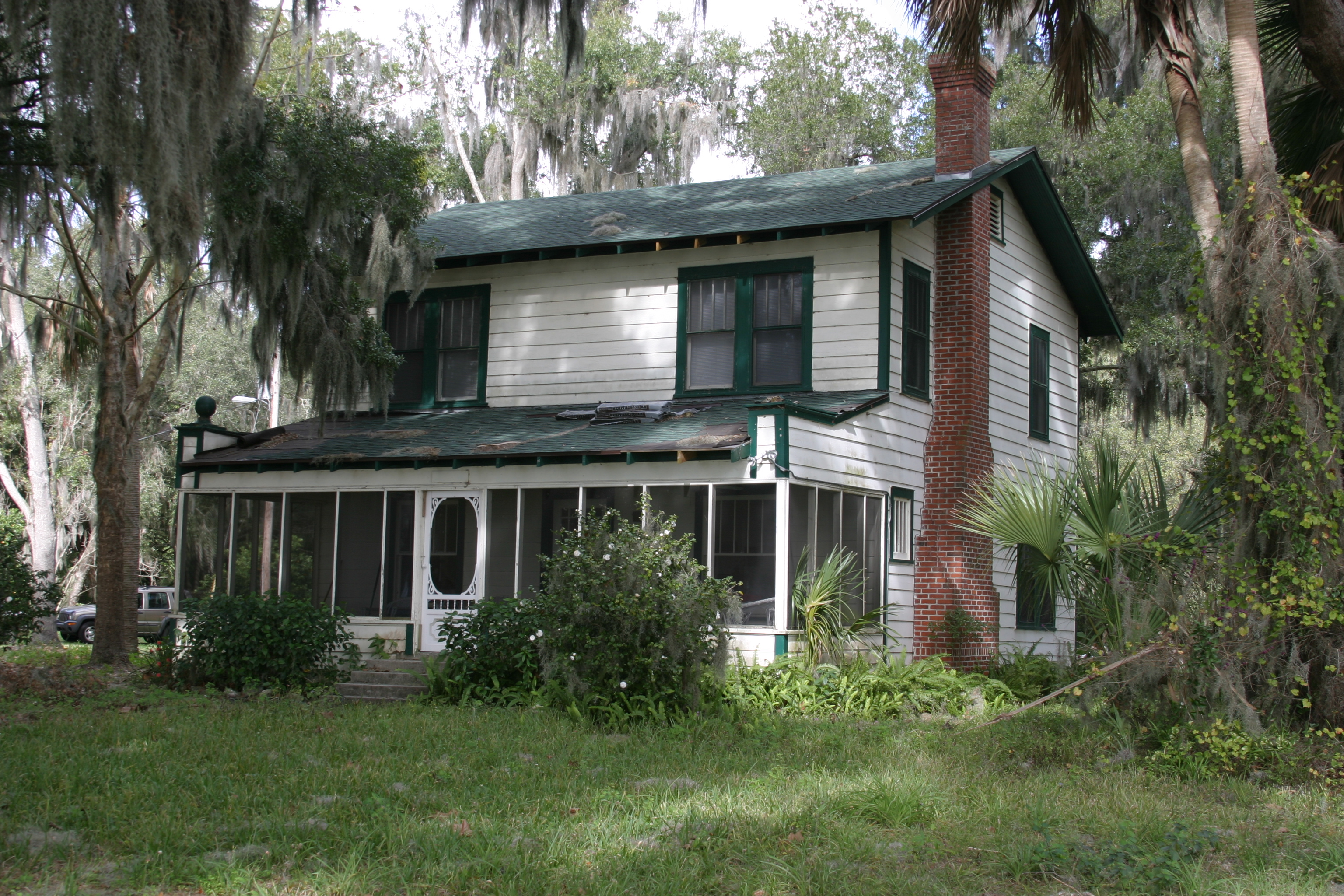
Das Haus am Lake Weir, in dem Ma Barker und ihr Sohn Freddie 1935 vom FBI erschossen wurden.

Kate Barker wurde 1873 in Missouri als Arizona Donnie Clark geboren. Anfang der 1890er Jahre heiratete sie George Barker und änderte ihren Namen in Kate Barker. Das Paar hatte vier Söhne: Herman (1893–1927), Lloyd (1897–1949), Arthur (1899–1939) und Fred (1901–1935). Nachdem der Vater die Familie verlassen hatte, ging Barker mit ihren Söhnen um 1915 nach Tulsa, wo sich das Haus der Familie rasch zu einer Anlaufstelle für Kriminelle entwickelte. Die Barker-Brüder begingen eine Reihe von Straftaten wie Autodiebstahl, Entführungen und Raub und wurden dafür zu Gefängnisstrafen verurteilt.
Ma Barker wurde bekannt dafür, dass sie für die Freilassung ihrer Söhne Bewährungsausschüsse und verschiedene Gefängnisleiter belästigte. Sohn Fred wurde im Jahr 1931 aus dem Gefängnis entlassen, und gemeinsam mit seinem Mitgefangenen Alvin Karpis entstand die Barker-Karpis-Gang, die als äußerst gewalttätig galt. Das FBI versuchte der Bande habhaft zu werden, was im Januar 1935 gelang. Bei der Gefangennahme von Arthur „Doc“ Barker wurde eine Karte von Florida gefunden, mit deren Hilfe man Ma Barker und ihren Sohn Fred in einem Haus am Lake Weir im Marion County fand. Bei einem 45-minütigen Schusswechsel wurden die beiden Kriminellen getötet.
Lange galt Ma Barker als Kopf der Barker-Karpis-Bande. J. Edgar Hoover, damaliger Direktor des FBI, bezeichnete die Bande um Ma Barker als die schlimmsten Verbrecher, die das FBI je gejagt habe. Karpis gab hingegen in seiner Autobiografie an, dass sich Ma Barkers Rolle auf die Tarnung der Bande als harmlose Mutter-und-Söhne-Reisegruppe beschränkt hatte; an den Verbrechen selbst habe sie keinen Anteil gehabt. Er und andere Kritiker warfen dem FBI eine überspitzte Darstellung von Ma Barkers Rolle vor, um einen Erfolg in der Kriminalitätsbekämpfung vorweisen und die Tötung einer alten Frau rechtfertigen zu können.

## Darstellungen in der Populärkultur
Das öffentlich verbreitete Bild von Ma Barker war die Vorlage für die Kriminalfilme Die gnadenlosen Killer (1960) und Bloody Mama (1970). Bei Letzterem führte Roger Corman Regie; die Hauptrolle der Ma spielte Shelley Winters. Der Film stellt Barker als verdorbene Mutter dar, die ihre Kinder zu Verbrechen ermuntert und sie organisiert. Der junge Robert De Niro tritt als Lloyd Barker im Film auf. Auch Mark L. Lester verfilmte die Geschichte der Ma Barker 1995 unter dem Titel Public Enemy mit Theresa Russell und Eric Roberts in den Hauptrollen.
Der Mythos um Ma Barker war die Vorlage für mehrere fiktive Figuren. Dazu zählen Ma Beagle, die Mutter der Panzerknacker-Bande (im englischsprachigen Original Beagle Boys), Ma Parker in der Batman-Fernsehserie und Ma Dalton, die Mutter der Daltons in den Lucky-Luke-Comics. Auch das Lied Ma Baker der Popgruppe Boney M. aus dem Jahr 1977 ist von Ma Barker inspiriert.

## Belege
1. ↑  Mike Mayo: American Murder, S. 17 (englisch)
2. ↑  Mike Mayo: American Murder, S. 18 (englisch)
3. 1 2 3 4  Kidder, Oppenheim: The Intellectual Devotional Biographies, S. 305 (englisch)
4. ↑  Mike Mayo: American Murder, S. 19. (englisch)
5. ↑  Henry M. Holden: FBI 100 Years: An Unofficial History. Zenith Press, 2008, ISBN 978-1-61060-718-6, S. 75 f. (englisch).
6. ↑  Ma Barker in der Crime Library (englisch)

| Personendaten    | Personendaten                                         |
| ---------------- | ----------------------------------------------------- |
| NAME             | Barker, Ma                                            |
| ALTERNATIVNAMEN  | Barker, Kate; Clark, Arizona Donnie (wirklicher Name) |
| KURZBESCHREIBUNG | US-amerikanische Kriminelle                           |
| GEBURTSDATUM     | 8. Oktober 1873                                       |
| GEBURTSORT       | Ash Grove (Missouri)                                  |
| STERBEDATUM      | 16. Januar 1935                                       |
| STERBEORT        | Ocklawaha                                             |